# 克羅曼頓 (佛羅里達州)
克羅曼頓（英語：Cromanton）是位於美國佛羅里達州貝縣的一個非建制地區。該地的面積和人口皆未知。

## 地理
克羅曼頓的座標為30°06′59″N 85°38′06″W / 30.11639°N 85.63500°W，而該地的平均海拔高度為4米（即13英尺）。